# 오토 볼노브
오토 볼노브(Otto Friedrich Bollnow, 1903년 3월 14일 ~ 1991년 2월 7일)는 독일의 철학자이자 교육인이다.
슈체친에서 태어나 앙클람에서 학교를 다녔다. 괴팅겐 대학교에서 수학과 물리학을 공부하였고 여기서 철학자 헤르만 놀에 의해 영향을 받았다. 볼노브는 1925년 물리학 박사학위를 받았고 1931년 하빌리타치온을 성공적으로 완성했다.
튀빙겐에서 사망했다.